# Waldemar Szajewski
Waldemar Szajewski (ur. 4 czerwca 1947) – polski menedżer, inżynier i urzędnik państwowy, w latach 1992–1993 podsekretarz stanu w Ministerstwie Przemysłu i Handlu.

## Życiorys
Ukończył studia inżynierskie, kształcił się na Politechnice Lubelskiej i Uniwersytecie Warszawskim. Pracował w Zakładach Metalowych „Łucznik”, do roku 1992 był ich dyrektorem naczelnym. W ramach pracy zarejestrował także co najmniej jeden patent przemysłowy. Działał w NSZZ „Solidarność”, w stanie wojennym zajmował się drukiem i kolportażem podziemnej gazety „Solidarność Ziemia Radomska”. Po 1989 był członkiem władz zakładowych i delegatem na wojewódzki zjazd delegatów „Solidarności”. Należał też do władz radomskiego oddziału Stowarzyszenia Inżynierów i Techników Mechaników Polskich.
Związał się politycznie ze Zjednoczeniem Chrześcijańsko-Narodowym. Od 9 września 1992 do 26 marca 1993 pełnił funkcję podsekretarza stanu w Ministerstwie Przemysłu i Handlu. Później wchodził w skład zarządów i rad nadzorczych różnych spółek, m.in. Miejskich Zakładów Autobusowych, Autocomp czy przedsiębiorstw budownictwa drogowego. W 2004 kandydował do Parlamentu Europejskiego z listy Narodowego Komitetu Wyborczego Wyborców w okręgu nr 5.